# 1,8-diclorooctano
El 1,8-diclorooctano, llamado también dicloruro de octametileno, es un compuesto orgánico de fórmula molecular C8H16Cl2. Es un haloalcano lineal de ocho carbonos en donde dos átomos de cloro están unidos respectivamente a cada uno de los carbonos terminales.

## Propiedades físicas y químicas
A temperatura ambiente, el 1,8-diclorooctano es un líquido incoloro cuyo punto de ebullición es 241 °C y su punto de fusión -8 °C.
Posee una densidad algo mayor que la del agua, ρ = 1,025 g/cm³.
El valor del logaritmo de su coeficiente de reparto, logP = 4,31, denota que es más soluble en disolventes apolares —como el 1-octanol— que en disolventes polares.
Su solubilidad en agua es de aproximadamente 0,17 g/L.
El 1,8-diclorooctano puede reaccionar violentamente con agentes oxidantes fuertes, metales alcalinos y metales alcalinotérreos.

## Síntesis
El 1,8-diclorooctano se puede obtener por descarboxilación térmica de biscloroformatos. Así, a partir del 1,8-octanodiil dicarbonoclorhidrato y usando cloruro de hexabutilguanidinio como catalizador, se obtiene 1,8-diclorooctano. El rendimiento es del 94%.

## Usos
El 1,8-diclorooctano se ha empleado en síntesis de policarbonatos a partir de dioles y dióxido de carbono.
También se utiliza para sintetizar poliéteres aromáticos por catálisis de transferencia de fase en un sistema líquido/líquido. Dichos polímeros se fabrican comenzando con el 1,8-diclorooctano y diversos bisfenoles, como por ejemplo el bisfenol A.
El 1,8-diclorooctano puede formar parte de composiciones líquidas multifásicas utilizadas en dispositivos ópticos de electrohumectación, con aplicación en cámaras, teléfonos celulares, telémetros o endoscopios. También se ha propuesto su uso en poliimidazoles que se emplean como secuestrantes de ácidos biliares y en tensoactivos catiónicos de azúcar.
Por otra parte, se ha estudiado la conversión de 1,8-diclooroctano a 1,8-octanodiol por medio de la enzima haloalcano deshalogenasa, si bien la actividad enzimática supone solo un 32% de la registrada cuando el sustrato es 4-clorobutanol.

## Precauciones
El 1,8-diclorooctano es un compuesto inflamable, siendo su punto de inflamabilidad 109 °C.
En caso de fuerte calentamiento pueden producirse mezclas explosivas con el aire. Tiene su temperatura de autoignición a 215 °C. Al arder pueden originarse emanaciones de cloruro de hidrógeno.
Por otra parte, el contacto con este producto provoca irritación cutánea.